# Discografia dei VIXX
La discografia dei VIXX gruppo musicale sudcoreano consistse di un Album discografico, un Extended play, quattro Singoli discografici e sei singoli.

## Album

### Album in studio
| Titolo | Dettagli album | Massima posizione in classifica | Vendite        |
| Titolo | Dettagli album | Gaon Weekly                     | Vendite        |
| ------ | --- | ------------------------------- | -------------- |
| Voodoo | - Pubblicazione: 25 novembre 2013 - Etichetta: Jellyfish Entertainment - Format: CD, download digitale Template:Hidden | 1                               | - KOR: 86,211+ |

### EP
| Titolo      | Dettagli album | Massima posizione in classifica | Vendite         |
| Titolo      | Dettagli album | Gaon Weekly                     | Vendite         |
| ----------- | --- | ------------------------------- | --------------- |
| Hyde/Jekyll | - Pubblicazione: 20 maggio 2013 - Etichetta: Jellyfish Entertainment - Format: CD, digital download Template:Hidden | 3                               | - KOR: 168,278+ |
| Hyde/Jekyll | - Repackaged: 31 luglio 2013 - Etichetta: Jellyfish Entertainment - Format: CD, digital download Template:Hidden    | 3                               | - KOR: 168,278+ |

### Singoli discografici
| Titolo       | Dettagli album | Massima posizione in classifica | Vendite        |
| Titolo       | Dettagli album | Gaon Weekly                     | Vendite        |
| ------------ | --- | ------------------------------- | -------------- |
| Super Hero   | - Pubblicazione: 24 maggio 2012 - Eticheetta: Jellyfish Entertainment - Format: CD, download digitale Template:Hidden | 18                              | - KOR: 13,223+ |
| Rock Ur Body | - Pubblicazione: 14 agosto 2012 - Etichetta: Jellyfish Entertainment - Format: CD, digital download Template:Hidden   | 9                               | - KOR: 17,182+ |
| On and On    | - Pubblicazione: 17 gennaio 2013 - Etichetta: Jellyfish Entertainment - Format: CD, digital download Template:Hidden  | 4                               | - KOR: 37,552+ |
| Girls, Why?  | - Pubblicazione: 11 ottobre 2013 - Etichetta: Jellyfish Entertainment - Format: CD, digital download Template:Hidden  | 4                               | - KOR: 9,156+  |

## Singoli
| Anno                                                                                       | Titolo           | Massima posizione in classifica | Album        |
| Anno                                                                                       | Titolo           | KOR                             | Album        |
| ------------------------------------------------------------------------------------------ | ---------------- | ------------------------------- | ------------ |
| 2012                                                                                       | "Super Hero"     | 112                             | Super Hero   |
| 2012                                                                                       | "Rock Your Body" | 118                             | Rock Ur Body |
| 2013                                                                                       | "On and On"      | 25                              | On and On    |
| 2013                                                                                       | "Hyde"           | 35                              | Hyde         |
| 2013                                                                                       | "G.R.8.U"        | 14                              | Jekyll       |
| 2013                                                                                       | "Voodoo Doll"    | 7                               | Voodoo       |
| "—" indica che il singolo non si è classificato o non è stato pubblicato in quella regione |                  |                                 |              |

## Altre canzoni classificate
| Anno | Titolo                     | Posizione massima in classifica | Album                        |
| Anno | Titolo                     | KOR                             | Album                        |
| ---- | -------------------------- | ------------------------------- | ---------------------------- |
| 2013 | "Stop Resisting"           | 146                             | Hyde                         |
| 2013 | "Jekyll"                   | 175                             | Jekyll                       |
| 2013 | "What To Do"               | 124                             | Jekyll                       |
| 2013 | "Girls, Why?"              | 57                              | Y.BIRD from Jellyfish Island |
| 2013 | "Voodoo (Intro)"           | 134                             | Voodoo                       |
| 2013 | "Beautiful Killer"         | 85                              | Voodoo                       |
| 2013 | "Someday"                  | 79                              | Voodoo                       |
| 2013 | "Only U"                   | 40                              | Voodoo                       |
| 2013 | "B.O.D.Y"                  | 93                              | Voodoo                       |
| 2013 | "Secret Night"             | 88                              | Voodoo                       |
| 2013 | "Say U Say Me"             | 87                              | Voodoo                       |
| 2013 | "From Now On, You're Mine" | 84                              | Voodoo                       |
| 2013 | "Thank You for Being Born" | 72                              | Voodoo                       |

## Colonne sonore
| Anno | Titolo                                      | Membro(i) e Altri artisti | KOR | Album     |
| ---- | ------------------------------------------- | ------------------------- | --- | --------- |
| 2013 | "사랑이라는 이름으로 (In The Name of Love)" | Ken                       | 72  | The Heirs |

## Collaborazioni
| Anno | Titolo                                     | Membro(i) e Altri artisti                                     | KOR | Album                                      |
| ---- | ------------------------------------------ | ------------------------------------------------------------- | --- | ------------------------------------------ |
| 2012 | "크리스마스니까 (Because It's Christmas)"  | VIXX, Sung Si-kyung, Park Hyo-shin, Lee Seok-hoon, Seo In-guk | 1   | Jelly Christmas 2012 Heart Project         |
| 2013 | "Ponytail"                                 | Ken, J'Kyun                                                   | —   | Ponytail                                   |
| 2013 | "겨울고백 (Winter Confession)"             | VIXX, Sung Si-kyung, Park Hyo-shin, Seo In-guk, Little Sister | 1   | Jelly Christmas 2013                       |
| 2014 | "나를 돌아봐 (Turn Around and Look at Me)" | VIXX, Tribute to DEUX                                         | 71  | DEUX 20th Anniversary Tribute Album Part.7 |